# 絶世スターゲイト
「絶世スターゲイト」（ぜっせいスターゲイト）は、蒼井翔太の楽曲。5作目のシングルとして、2016年2月3日にb-greenから発売された。販売はキングレコード。

## 概要
前作「MURASAKI」から約5か月ぶりに発売された2016年第1弾シングル。発売形態は通常盤（CD ONLY）と初回限定盤（CD+DVD）の2種類で、初回限定盤には「絶世スターゲイト」のミュージック・ビデオとメイキングを収録したDVDが付属し、オンラインゲーム『ファンタシースターオンライン2』内で使用できるアイテムコードが封入される。
「絶世スターゲイト」はテレビアニメ『ファンタシースターオンライン2 ジ アニメーション』オープニング主題歌である。

## 収録曲
| #  | タイトル                          | 作詞・作曲                  | 編曲                          |
| -- | --------------------------------- | --------------------------- | ----------------------------- |
| 1. | 「絶世スターゲイト」              | 上松範康（Elements Garden） | 藤田淳平（Elements Garden）   |
| 2. | 「Why, pessimistic?」             | 蒼井翔太                    | 藤永龍太郎（Elements Garden） |
| 3. | 「絶世スターゲイト -off vocal-」  |                             |                               |
| 4. | 「Why, pessimistic? -off vocal-」 |                             |                               |

| #  | タイトル                            | 作詞 | 作曲・編曲 |
| -- | ----------------------------------- | ---- | ---------- |
| 1. | 「絶世スターゲイト」(MV)            |      |            |
| 2. | 「絶世スターゲイト」(MV メイキング) |      |            |

## 収録アルバム
- S（#1）